# Хайса Байса
Шихаб ад-Дин Абу-ль-Фаварис Саад ибн Мухаммад ибн Саад ибн ас-Сайфи ат-Тамими (араб. شهاب الدين أبو الفوارس سعد بن محمد بن سعد بن الصيفي التميمي‎), более известный под прозвищем Ха́йса Ба́йса (حيص بيص‎) — арабский поэт XII века.
Хайса Байса претендовал на происхождение от полулегендарного арабского поэта и мудреца Аксама ибн Сайфи. Получил своё прозвище из-за выражения хайса байса (рус. «сумятица», «трудное положение»), которое он использовал от волнения при виде большой толпы.
Хайса Байса родился ок. 492 года хиджры, то есть в 1098 или 1099 году (И. Фюк). Сам он не знал дату своего рождения. Согласно записи в «Харидат аль-каср» Имад ад-Дина аль-Исфахани, Хайса Байса был в самом расцвете сил в 520 году хиджры (1126 год). Изучал фикх под руководством шафиитского судьи Мухаммада ибн Абд аль-Карима аль-Ваззана в городе Рей, обучался хадисам у Абу Талиба Хусейна ибн Мухаммада аз-Зайнаби и др.
Благодаря элегантности своей дикции Хайса Байса приобрёл большую славу как поэт и мастер стилистики. Он всегда говорил на «чистом» арабском языке и его считали авторитетом в поэзии и говорах бедуинов. Он даже одевался как бедуин, что служило поводом для насмешек со стороны оппонентов. Хайса Байса множество раз вступал в поэтическую дуэль с поэтом Ибн аль-Каттаном, известным своей сатирой. Считается, что именно ему поэт был обязан своим прозвищем.
В числе покровителей Хайса Байса можно отметить визиря Шараф ад-Дина Али ибн Таррада аз-Зайнаби, служившего при халифах аль-Мустаршиде и аль-Муктафи. Среди его поэтического наследия много панегириков, адресованных халифам (Аль-Мустаршид, Аль-Мустади), сельджукским султанам (Махмуд ибн Мухаммад ибн Мелик-шах, Масуд ибн Мухаммад ибн Мелик-шах), визирям (упомянутый аз-Зайнаби и др.) и другим представителям знати.
Хайса Байса умер, не оставив после себя потомства, в Багдаде накануне среды, 6 числа месяца шаабан 574 года хиджры (11 января 1179 года). Был похоронен на следующее утро на кладбище курайшитов на правом берегу Тигра.